# 大下浩爾
大下 浩爾（おおした こうじ、1928年1月18日 - 2015年12月26日）は、広島県出身の実業家。マッキャンエリクソン博報堂（現：マッキャンエリクソン・ジャパン）社長を務めた。

## 経歴
1928年1月18日広島県に生まれる。旧制修道中学校（現：修道中学校・高等学校）を経て、1954年東京大学法学部卒業。1959年博報堂入社。1961年マッキャンエリクソン博報堂設立メンバーの1人として博報堂から転籍。1964年同社副社長。1967年ハーバードビジネススクールを卒業し、マッキャンエリクソン米国本社勤務を経て、1973年マッキャンエリクソン博報堂代表取締役社長に就任。1984年マッキャンエリクソン米国本社副社長、1995年マッキャンエリクソン博報堂会長となる。1998年退職。2015年逝去。